# (23718) Horgos
(23718) Horgos – planetoida z pasa głównego asteroid okrążająca Słońce w ciągu 4,11 lat w średniej odległości 2,57 j.a. Odkryli ją Krisztián Sárneczky i László Kiss 2 kwietnia 1998 roku w Obserwatorium Piszkéstető. Nazwa planetoidy pochodzi od Horgoš – miasteczka w północnej Serbii, zamieszkałego głównie przez Węgrów; László Kiss spędził w nim swe dzieciństwo.